# Molle-Gletscher
Der Molle-Gletscher ist ein 6 km breiter Gletscher an der Küste des ostantarktischen Enderbylands. Er fließt in nordnordöstlicher Richtung in den nördlichen Abschnitt des Hannan-Schelfeises. 
Luftaufnahmen der Australian National Antarctic Research Expeditions aus dem Jahr 1956 dienten seiner Kartierung. Das Antarctic Names Committee of Australia benannte ihn nach John D. Molle, Funker auf der Davis-Station im Jahr 1960.